# Овермарс, Марк (учёный)
Маркус Хендрик Овермарс (родился 29 сентября 1958 года в Зейсте, Нидерланды) — нидерландский учёный, известный своим конструктором игр Game Maker, позволяющим людям создавать компьютерные игры с использованием удобного интерфейса.
Овермарс возглавляет Центр геометрии, изображений и виртуальных сред Утрехтского университета в Нидерландах, концентрирующего внимание на вычислительной геометрии и её применении в таких областях, как компьютерная графика, робототехника, геоинформационные системы, работа с изображениями, мультимедиа, виртуальные среды и игры.
Овермарс получил степень доктора философии в 1983 году в Утрехтском университете под руководством Яна ван Лиувена, и с тех пор работает в этом же университете. Он опубликовал более 100 журнальных статей, в основном по вычислительной геометрии, и несколько книг.
Овермарс впервые разработал вероятностный метод дорожных карт в 1992 году, который позже был развит Кавраки и Латомбом в 1994 году. Их совместный документ, «Вероятностные дорожные карты для планирования пути в многомерных пространствах конфигурации», считается одним из самых влиятельных исследований в планировании движения, и был широко цитируем (более 1000 раз в 2008).

## Книги
- Овермарс М. Х. (1983). Дизайн динамических структур данных. Курс лекций по вычислительной технике. Springer-Verlag. ISBN 0-387-12330-X.
- Де Берг М., ван Кревельд М., Овермарс М. Х., Шварцкопф О. (2000) Вычислительная геометрия, алгоритмы и приложения (2-е изд.). Springer-Verlag. ISBN 3-540-65620-0 .
- Хабгуд Дж., Овермарс М. Х. (2006) Game Maker Ученик: Разработка игр для начинающих. APress. ISBN 1-59059-615-3.